# ورزشگاه کارو رود
ورزشگاه کارو رود (انگلیسی: Carrow Road) یک ورزشگاه فوتبال در نوریچ، انگلستان است.
این ورزشگاه که در سال ۱۹۳۵ تأسیس شده دارای ۲۷٬۲۴۴ نفر ظرفیت می‌باشد، کارو رود ورزشگاه خانگی باشگاه فوتبال نوریچ سیتی است.

## نگارخانه

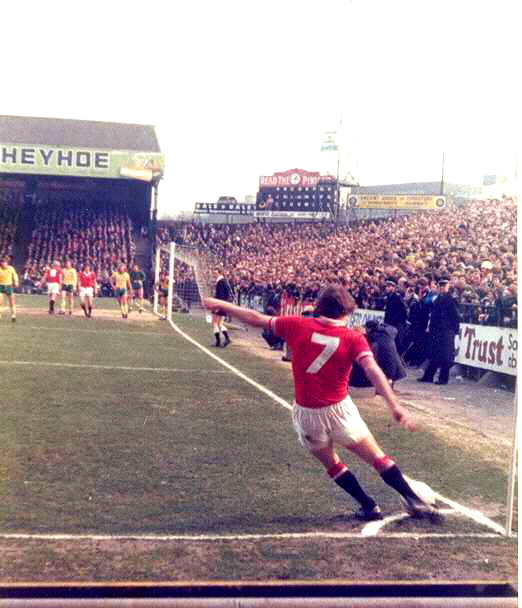
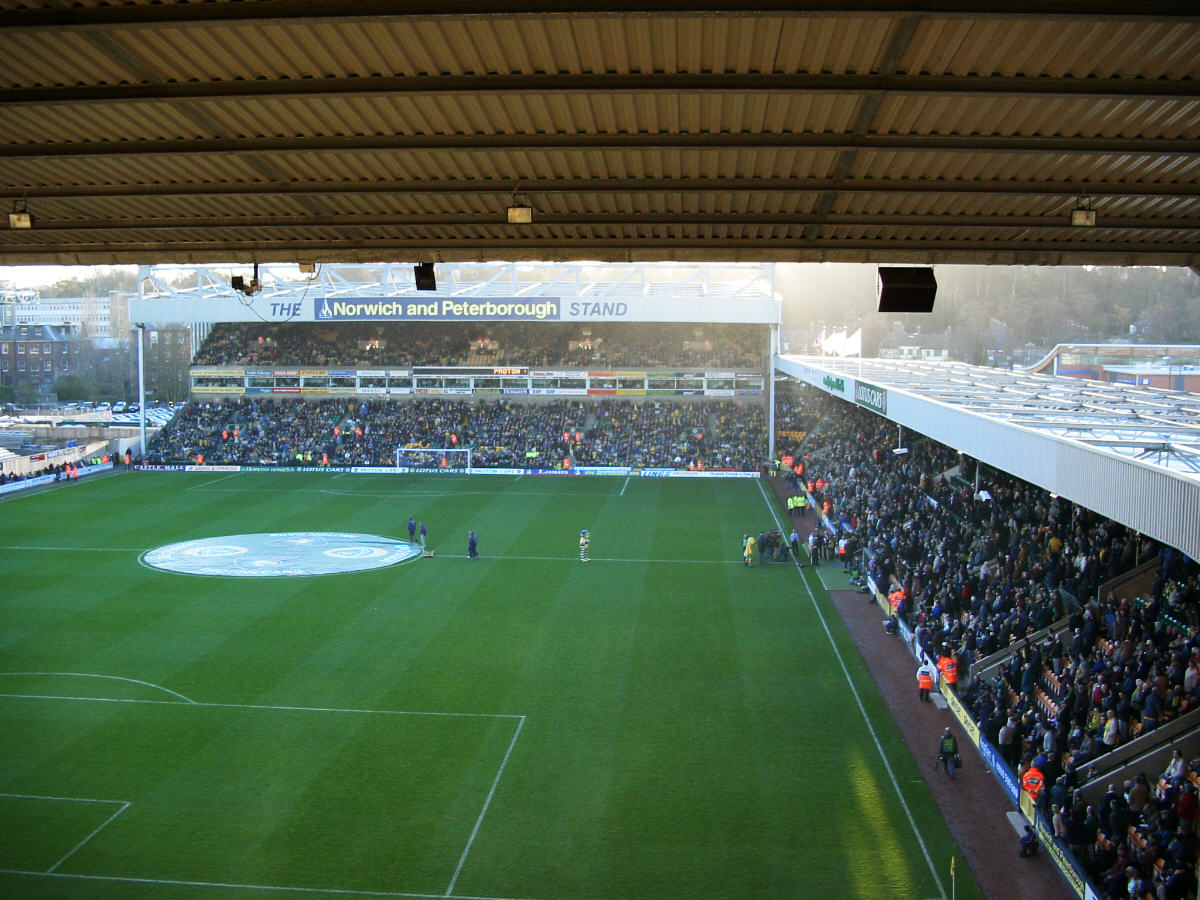
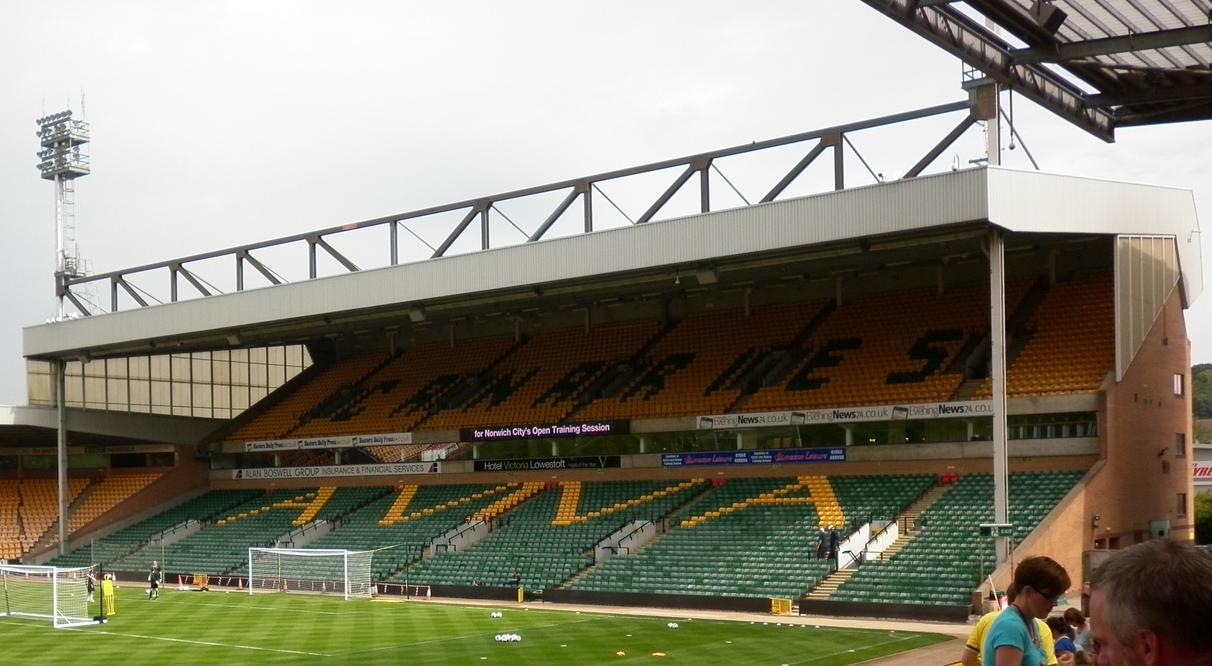
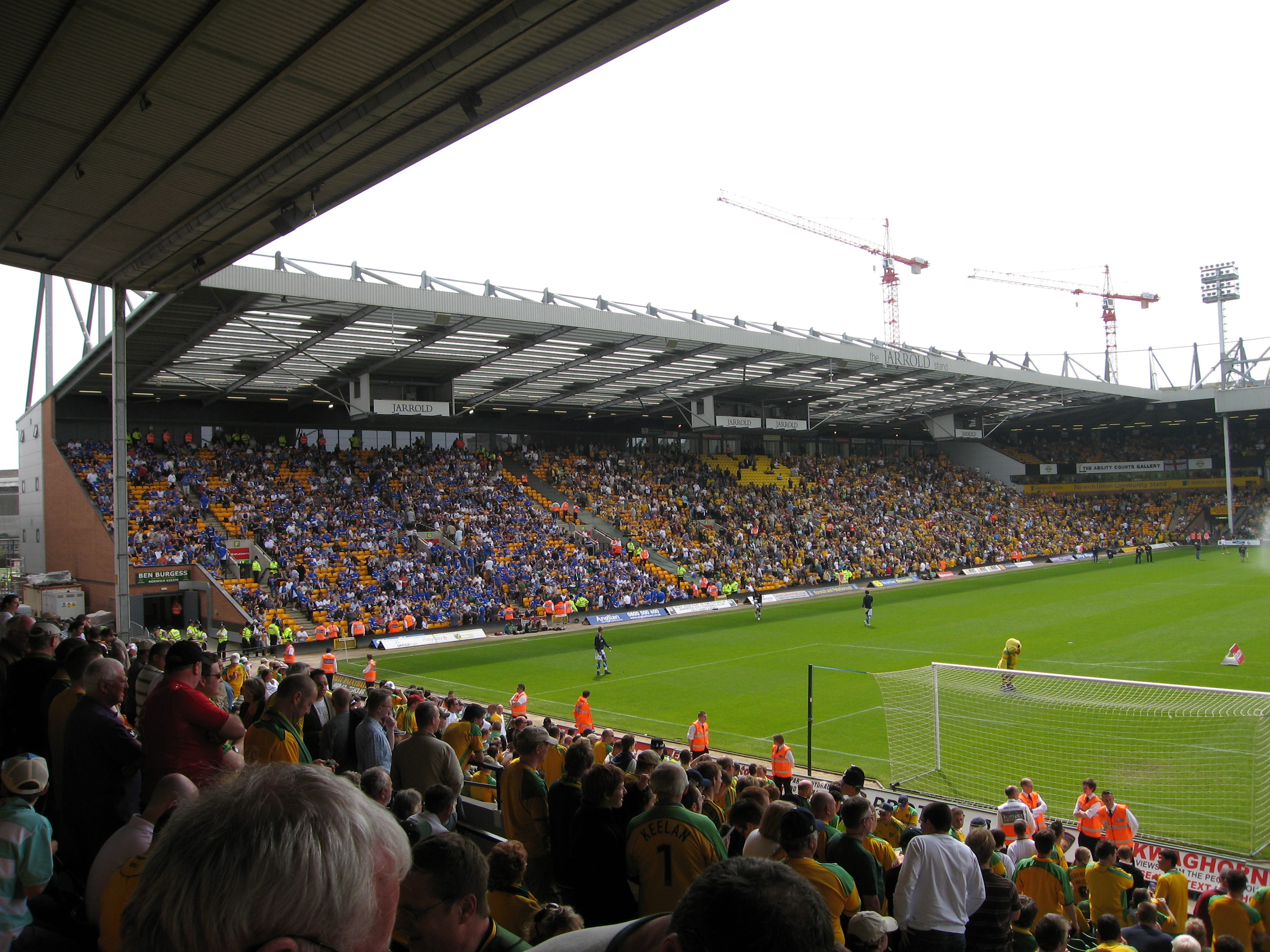
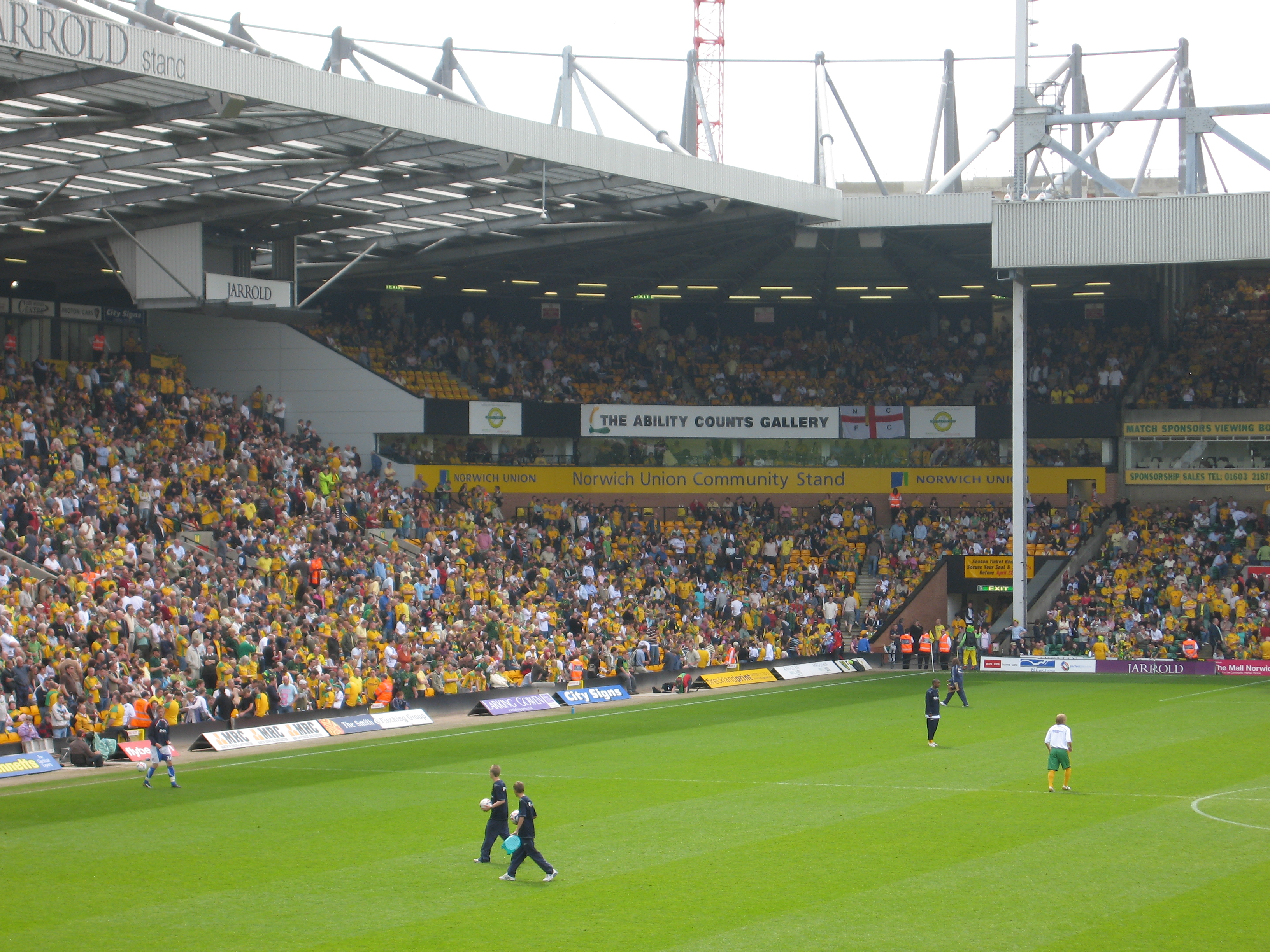
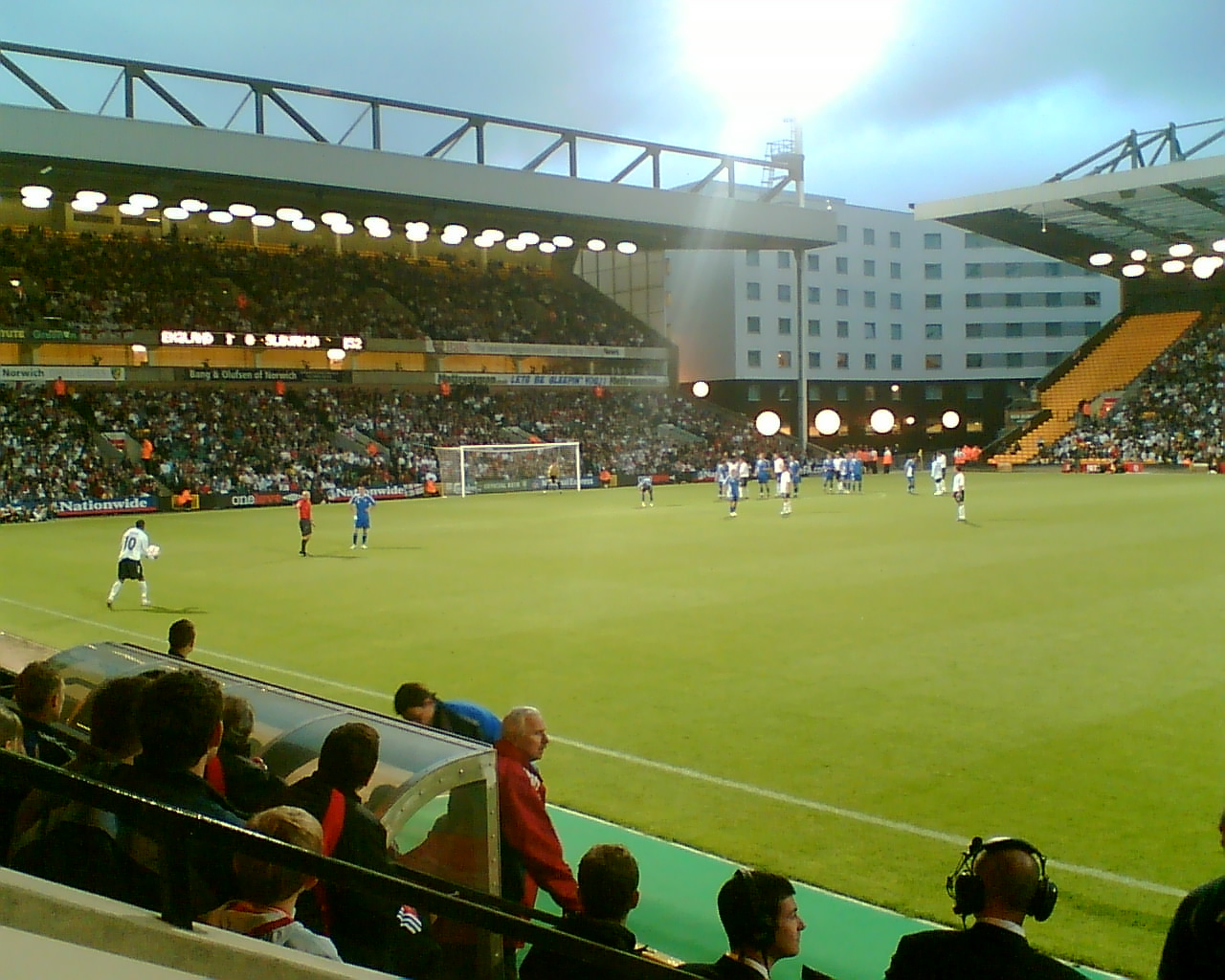